# Мендзижецький замок
Мендзижецький замок — оточена ровом  середньовічна фортеця у м. Мендзижеч, побудована близько 1350 р. Казимиром III на місці укріпленого замку з другої половини IX століття, розташована на невеликому пагорбі біля злиття двох річок —  Обри і  Паклиці. Входить до складу Мендзижецького музейно-замково-паркового товариства (пол. Międzyrzeckiego zespołu muzealno-zamkowo-parkowego).

## Історія
Замок на місці колишньої фортеці був побудований в 1350 році за наказом короля Казимира III. В 1474 р. зайнята Матвієм Корвіном. В 1520 р. знищена найманцями, що підтримували тевтонських лицарів у війні з Польщею, через що розпочалася її модернізація, що й було зроблено в 1574 р., прибудовано дві круглі башти. У 1655 р. пошкоджено шведською армією. У 1-й половині XVIII століття, замок був настільки зруйнований, що, незважаючи на спроби відновити у 1691 році, він став не придатним для використання. Незважаючи на це, в 1719 р. губернатор побудував нову резиденцію поблизу руїн замку. Після другого поділу Польщі замок з поміщицькими будинками, фольварком і парком пруська влада передала у володіння німецькій сім'ї землевласників. Внутрішні приміщення замку використовувалися як комори, і на південних схилах пагорба було розбито виноградники.
Після 1945 року весь комплекс був переданий на потреби музею. У 1954—1958 роки у замку було проведено археологічні дослідження. У 1950-1960-ті було здійснено консерваційні роботи з тим, щоб зберегти замок у вигляді постійної руїни. Реконструйовано тільки сторожку і перший поверх житлового приміщення в стилі ренесанс.
На замковий острівець найпростіше дістатися з боку ринку, через брамний будинок, відбудований в 1975 р. під стиль XVIII століття. На лівій стороні двору стоять барокові будівлі колишнього повіту і господарські будівлі, а праворуч — руїни середньовічного замку, які можуть бути доступні через ворота і побачити руїни від центру, або обійти навколо замку і рову по спеціальній трасі. В музеї є модель, де показано первісний вигляд замку.
З 2005 р. увійти у двір замку було неможливо. Спочатку причиною такого стану речей було оновлення дерев'яного мосту, що веде до головної брами (роботи вже завершено), а з 2006 р. — технічний стан оборонних валів. В даний час замок доступний для відвідувачів, також планується відкрити в підвалі камеру тортур.

## Архітектура
Протягом багатьох років у замку квартирували польські війська, охороняючи близький кордон країни. Сьогодні від колишніх кріпосницьких стін мало що залишилося.

## Світлини

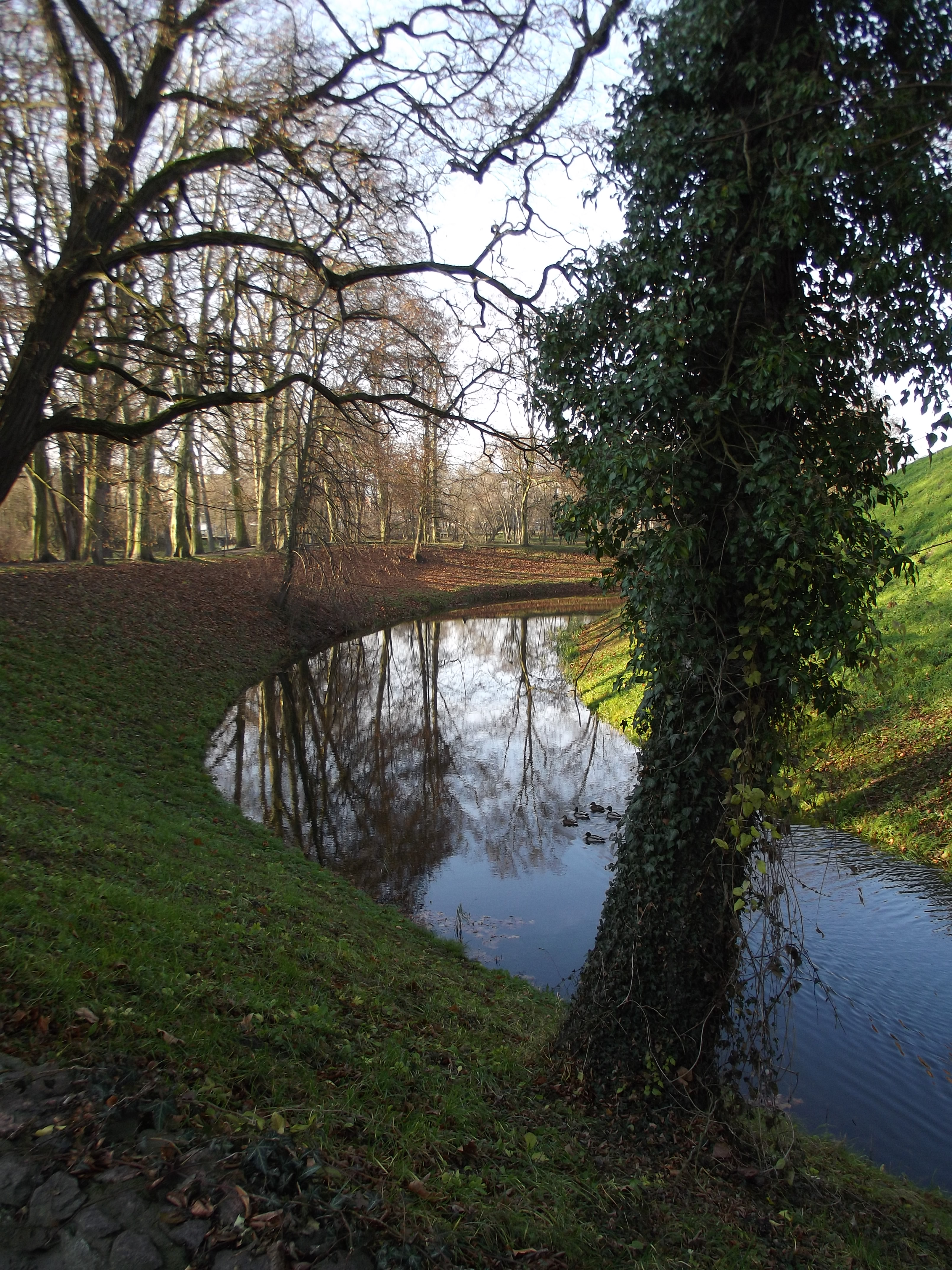
Зовнішня стіна старого замку з ровом
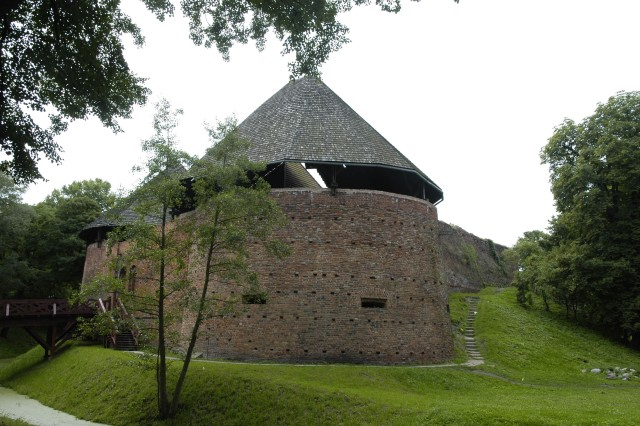
Вигляд з боку Обри
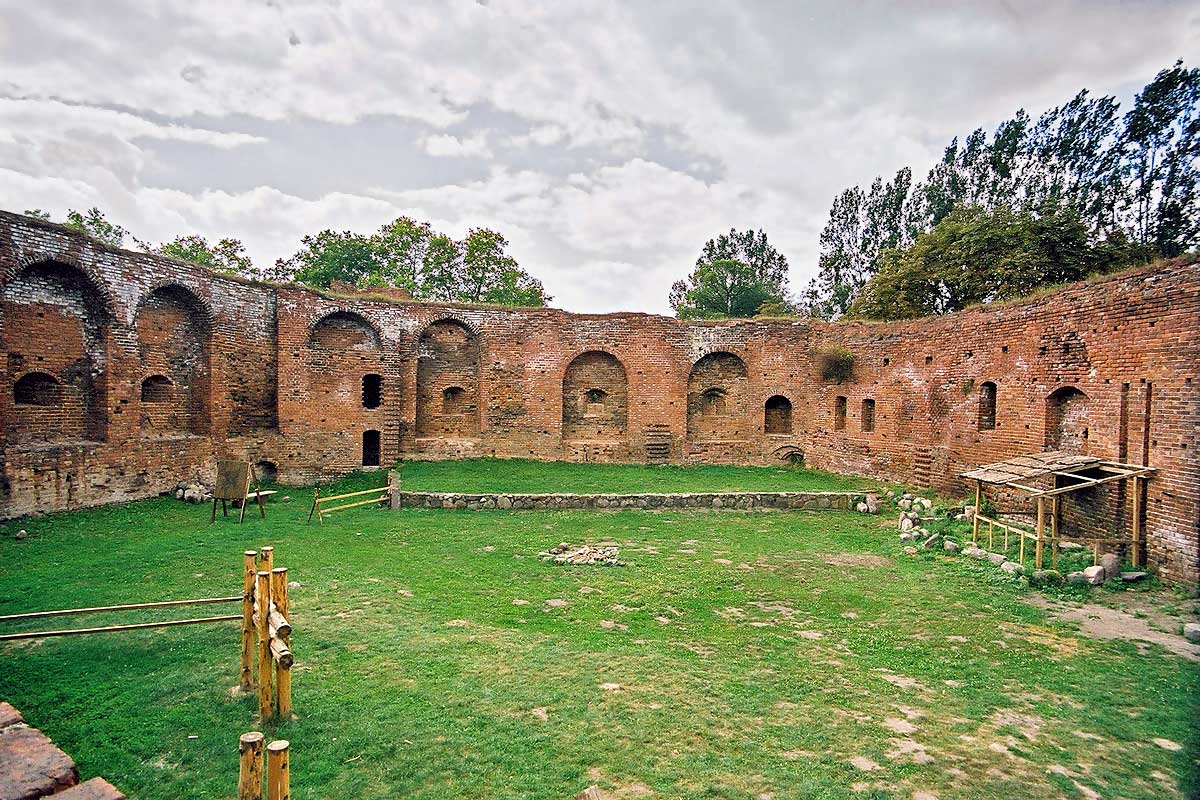
Усередині кріпосницьких стін
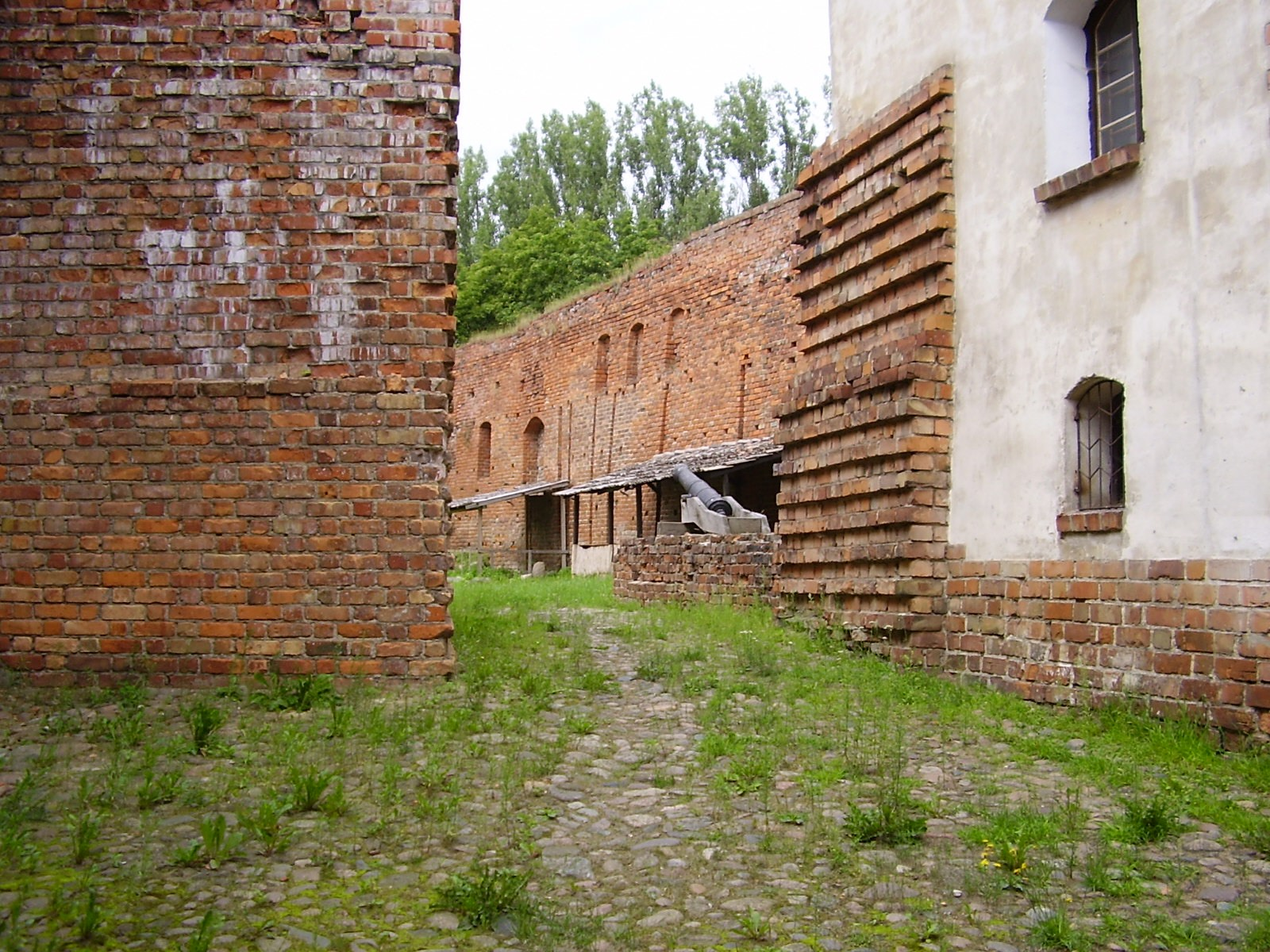
Вхід у двір
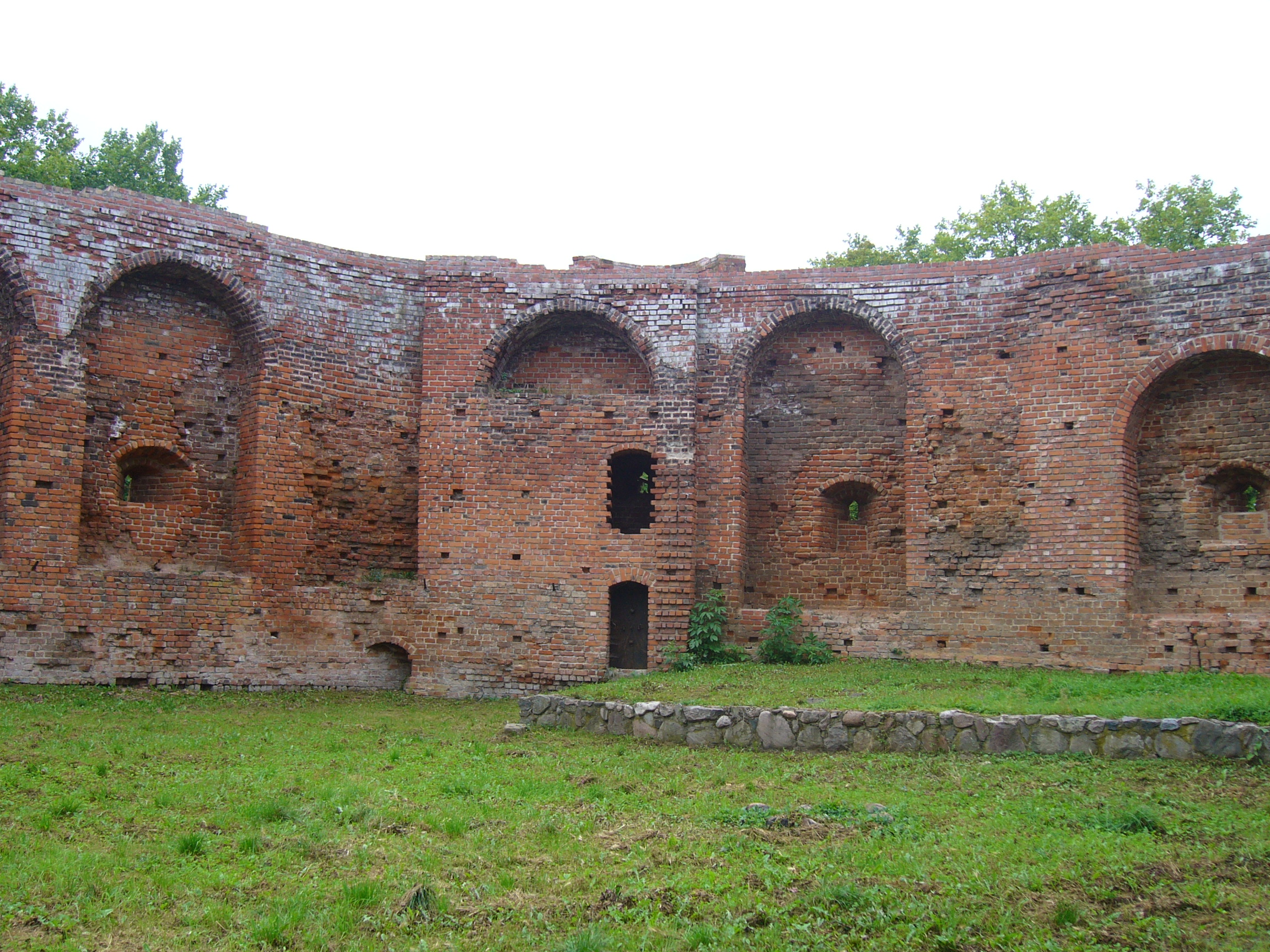
Замок всередині
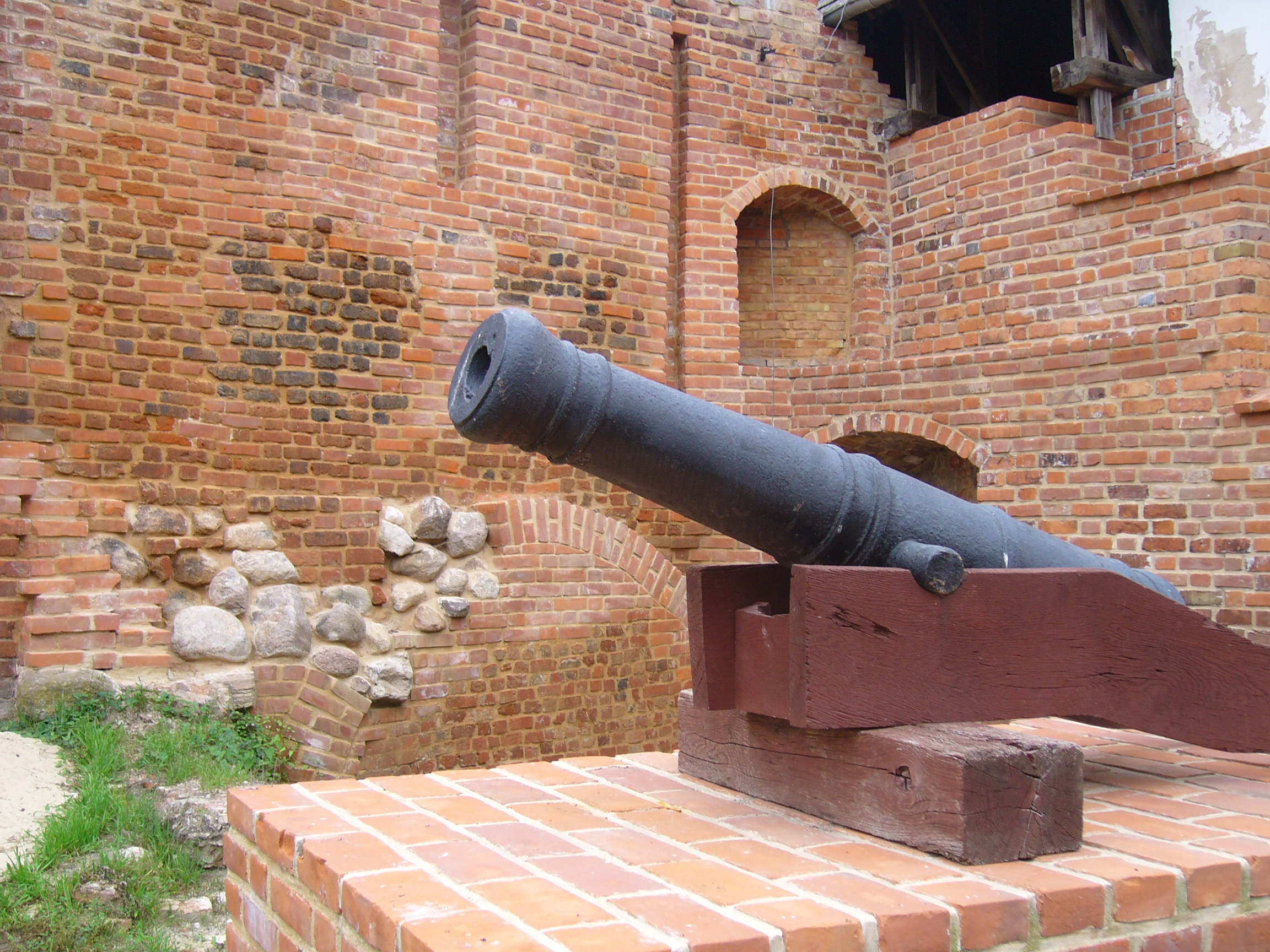
Гармата в замку